# خوسيه أنطونيو نافارو
خوسيه أنطونيو نافارو (بالإنجليزية: José Antonio Navarro)‏ هو تاجر وسياسي أمريكي، ولد في 27 فبراير 1795 في الولايات المتحدة، وتوفي في 13 يناير 1871 في نفس البلد. انتخب عضو مجلس ولاية تكساس.